# Andziekaława
Andziekaława (biał. Андзекалава; ros. Андеколово, Andiekołowo) – wieś na Białorusi, w obwodzie mohylewskim, w rejonie horeckim, w sielsowiecie Lenino. W 201l9 roku była niezamieszkana.